# Жилбер Беко
Жилбер Беко (фр. Gilbert Bécaud; Тулон, 24. октобар 1927 — Париз, 18. децембар 2001), пуно име Франсоа Жилбер Леополд Сији (фр. François Gilbert Léopold Silly), био је познати француски певач и шансоњер. Рођен 24. октобра 1927. године у Тулону у Француској. Умро је 18. децембра 2001. године у Паризу.
Написао је и певао преко 400 композиција, од којих су најпознатије Nathalie (1964) и Et maintenant (1961).